# Chathaminseln

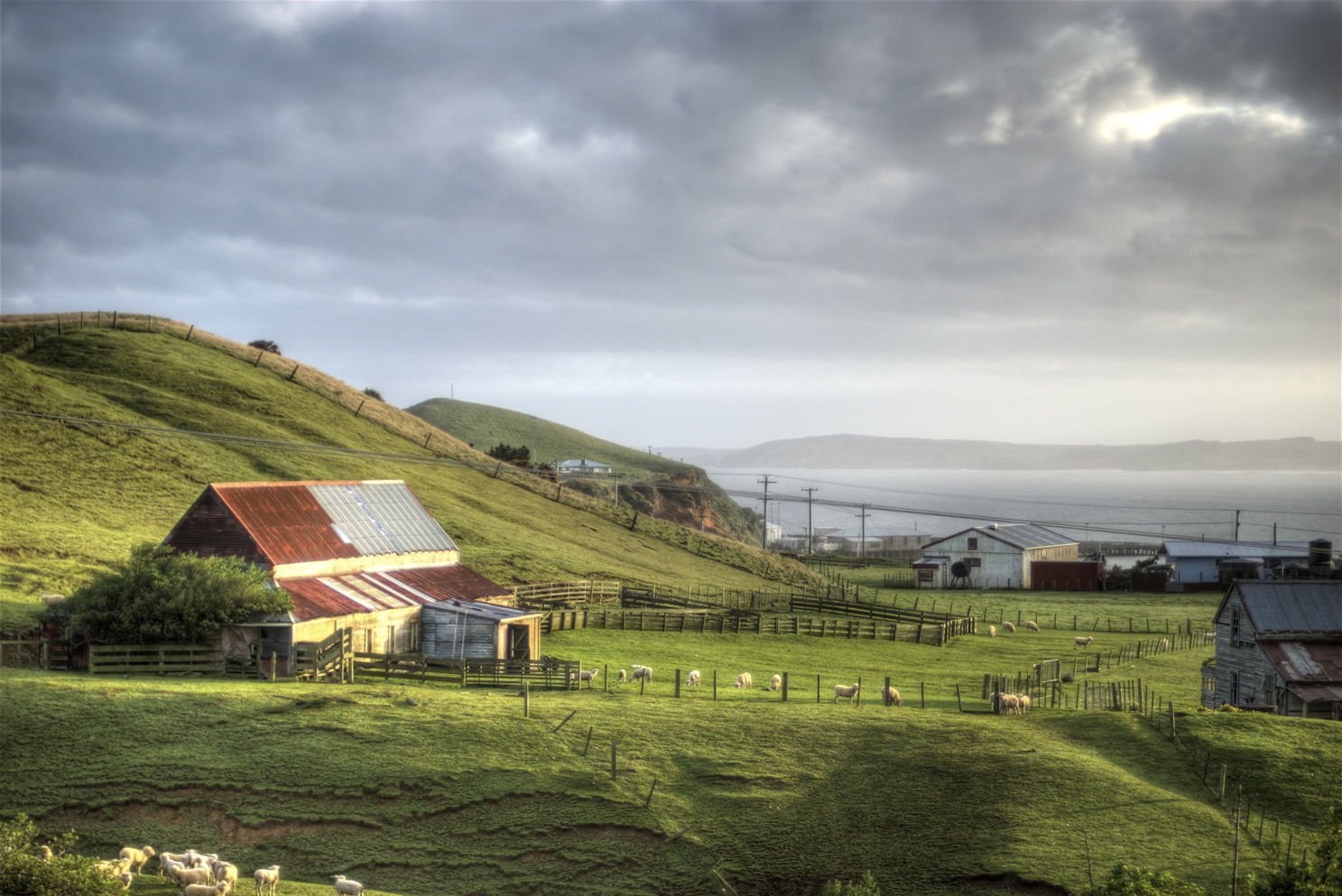
Morgenstimmung auf den Chatham-Inseln

Die Chathaminseln (englisch Chatham Islands, moriori Rekohu bzw. māori Wharekauri) sind eine zu Neuseeland gehörende Inselgruppe im Südpazifik. Sie bilden zugleich die kleinste Verwaltungseinheit Neuseelands, das Chatham Islands Territory.
Wegen ihrer Nähe zur Datumsgrenze wurde für die Chathams der Slogan „First to see the sun“ geprägt. Deshalb rückte der abgelegene Archipel auch im Jahr 2000 als Schauplatz einer besonderen Jahrtausendwende-Feier kurzzeitig stärker in den Blickpunkt des internationalen Interesses. Administrativ sind die Inseln keiner Region und keinem Distrikt Neuseelands zugeordnet, sondern bilden eine selbstverwaltete territorial authority, die vom Chatham Islands Council regiert wird.

## Geographie
Die Inselgruppe der Chatham Islands, die eine Landfläche von 963 km² abdeckt, liegt gut 650 km südöstlich der Nordinsel Neuseelands und rund 860 km östlich von Christchurch entfernt. Rund 600 Menschen leben auf zwei der insgesamt elf Inseln, die sich auf eine Seefläche von rund 7000 km² verteilen. Die beiden bewohnten Hauptinseln, Chatham Island, mit einer Fläche von 920 km² (etwa so groß wie Rügen), und Pitt Island, mit einer Fläche von rund 62 km², liegen nur 15 km entfernt voneinander.
Die Hauptstadt der Inselgruppe ist Waitangi. Sie liegt geschützt in der Petre Bay im Westen von Chatham Island. Nur 5 km südlich der Hauptstadt befindet sich der Maungatere Hill, mit 294 m die höchste Erhebung der Inselgruppe. Die Chatham-Inseln sind vulkanischen Ursprungs und überwiegend aus Tuff und Basaltgestein aufgebaut.

### Inseln
Unvollständige Liste der Chatham-Inseln:
| Inselname             | Aliasname            | Koordinaten           | Fläche | Einwohner | Anmerkung   |
| --------------------- | -------------------- | --------------------- | ------ | --------- | ----------- |
| The Sisters           | Rangitatahi          | 43° 34′ S, 176° 48′ W | 0,20   | -         | Inselgruppe |
| Wakuru Island         | Te Wakuru Island     | 43° 44′ S, 176° 12′ W | 0,17   | -         |             |
| Chatham Island        | Rekohu               | 43° 55′ S, 176° 33′ W | 899,00 | 564       | Hauptinsel  |
| Forty-Fours           | Motuhara, Bertier    | 43° 58′ S, 175° 50′ W | 0,01   | -         | Inselgruppe |
| Houruakopara Island   |                      | 44° 06′ S, 176° 31′ W | 0,04   | -         |             |
| Round Island          |                      | 44° 13′ S, 176° 05′ W | 0,01   | -         |             |
| Star Keys             | Motuhope             | 44° 13′ S, 176° 00′ W | 0,12   | -         | Inselgruppe |
| Rabbit Island         |                      | 44° 14′ S, 176° 17′ W | 0,02   | -         |             |
| Mangere Island        |                      | 44° 16′ S, 176° 18′ W | 1,13   | -         |             |
| Sugar Loaf            |                      | 44° 16′ S, 176° 17′ W | 0,01   | -         |             |
| Little Mangere Island | Tapuaenuku, The Fort | 44° 17′ S, 176° 19′ W | 0,15   | -         |             |
| The Castle            | Rangiwheau           | 44° 17′ S, 176° 20′ W | 0,06   | -         |             |
| Sail Rock             |                      | 44° 17′ S, 176° 24′ W | 0,01   | -         |             |
| Pitt Island           | Rangiaotea           | 44° 17′ S, 176° 13′ W | 62,00  | 45        |             |
| Ahuru                 | Western Reef         | 44° 20′ S, 175° 52′ W | 0,01   | -         |             |
| South East Island     | Rangatira            | 44° 21′ S, 176° 10′ W | 2,19   | -         |             |
| Fancy Rock            |                      | 44° 23′ S, 176° 09′ W | 0,01   | -         |             |
| The Pyramid           | Tarakoikoia          | 44° 26′ S, 176° 14′ W | 0,10   | -         |             |

Alle Inseln, umliegenden Riffe und Felsen sind Teil eines unterseeischen Gebirges namens Chatham-Rücken.
Obwohl sich die Chatham-Inseln östlich des 180. Längengrades befinden, liegen sie westlich der internationalen Datumsgrenze. Die Zeitzone der Chathams (CHAST – Chatham Island Standard Time) ist damit der UTC voraus; der Zeitunterschied beträgt 12:45 Stunden (UTC +12:45), also 45 Minuten vor der neuseeländischen Zeit (UTC +12). Auf den Chatham-Inseln wird auch die Sommerzeit genutzt.

### Klima
Das Klima ist moderat gemäßigt und hochmaritim. Wetterextreme, wie lang andauernde Trocken- oder Kälteperioden, sind selten, da der Ozean bei den kleinen Landmassen wirksam für einen Ausgleich sorgt. Vereinzelte Kälteeinbrüche sind nicht ausgeschlossen, Frost ist jedoch unbekannt. Die Niederschläge bewegen sich im monatlichen Durchschnitt zwischen 55 und 100 mm, mit dem Maximum im (südlichen) Winter. Regenreichster Monat ist der Juni, regenärmste Monate sind Dezember und Januar. Die monatlichen Durchschnittstemperaturen liegen zwischen 15 °C im Februar und 8 °C im Juli. Typisch für das Klima der Chathaminseln sind bewölkte, windige Tage mit wechselhaftem Wetter, das sich schnell ändert.
|                       | Jan  | Feb  | Mär  | Apr  | Mai  | Jun  | Jul  | Aug  | Sep  | Okt  | Nov  | Dez  |   |      |
| Mittl. Tagesmax. (°C) | 17,4 | 17,7 | 17,0 | 15,1 | 12,8 | 10,8 | 10,1 | 10,4 | 11,5 | 12,7 | 14,4 | 16,2 | ⌀ | 13,8 |
| Mittl. Tagesmin. (°C) | 11,3 | 11,9 | 11,4 | 9,7  | 8,0  | 6,5  | 5,3  | 5,7  | 6,6  | 7,6  | 8,7  | 10,5 | ⌀ | 8,6  |
|                       |      |      |      |      |      |      |      |      |      |      |      |      |   |      |
| Niederschlag (mm)     | 53   | 64   | 84   | 89   | 117  | 94   | 79   | 89   | 61   | 56   | 61   | 66   | Σ | 913  |
|                       |      |      |      |      |      |      |      |      |      |      |      |      |   |      |
| Luftfeuchtigkeit (%)  | 82   | 82   | 82   | 85   | 88   | 87   | 89   | 87   | 85   | 83   | 82   | 83   | ⌀ | 84,6 |

| 11,3 |

| 11,9 |

| 11,4 |

| 9,7 |

| 8,0 |

| 6,5 |

| 5,3 |

| 5,7 |

| 6,6 |

| 7,6 |

| 8,7 |

| 10,5 |

| 11,3 |

| 11,9 |

| 11,4 |

| 9,7 |

| 8,0 |

| 6,5 |

| 5,3 |

| 5,7 |

| 6,6 |

| 7,6 |

| 8,7 |

| 10,5 |

## Flora und Fauna

### Flora
Bereits Joseph Dalton Hooker, der Verfasser eines umfangreichen botanischen Werkes über Neuseeland betonte die Notwendigkeit einer genaueren Untersuchung der Flora der Chathaminseln. Er selbst konnte diese Aufgabe nicht leisten, da die Schiffe Erebus und Terror der Ross-Expedition wegen widriger Wetterverhältnisse nicht auf Chatham landen konnten. Die erste wissenschaftliche Untersuchung der Flora führte 1840 der deutsche Naturforscher Ernst Dieffenbach durch. Er kam mit der Bark Cuba Mitte Mai 1840 auf Chatham an, blieb zweieinhalb Monate und brachte auch die ersten Pflanzenproben von den Chathaminseln nach Europa.:196
Die Pflanzen des Chatham-Archipels stammen ursprünglich aus Neuseeland und zwar sowohl von der Nord- als auch von der Südinsel. Obwohl sich viele Verwandte auf Neuseeland ausmachen lassen, haben sich in den 80 Millionen Jahren der Isolierung zahlreiche Endemiten entwickelt, das macht die Flora auf den Chathaminseln einzigartig. Endemiten finden sich sowohl unter den Bäumen und Büschen, als auch unter den krautigen Pflanzen. Darunter sind:
- Myosotidium Hortensia (Riesenvergissmeinnicht); eine bis zu 1 m hohe, krautige Pflanze, mit prächtigen Blütenständen von 10 bis 20 cm Durchmesser
- Brachyglottis huntii (engl. Chatham Island Christmas tree); ein bis zu 8 m hoher Baum aus der Familie der Asteraceae, der auf Chatham selbst, aber auch auf Pitts verbreitet ist. Die Blätter sind mit feinen Haaren bedeckt, was sie silbern schimmern lässt. Der Baum ist im Sommer mit großen, leuchtend gelben Blütenkugeln bedeckt.
- Astelia chathamica (Chatham Islands kakaha); eine bis zu 1,2 m hohe Blütenpflanze aus der Familie der Asteliaceae mit silbriggrauen, schwertförmigen Blättern und unscheinbaren, grünlichen Blütendolden, die kleine, rote Beeren hervorbringen.
- Aciphylla dieffenbachii (Soft speargrass); ein etwa 1 m hoher Doldenblütler mit blaugrünen Blattrosetten und großen, hellgelben Blütendolden.

Unter den endemischen Pflanzen findet man nicht selten Inselgigantismus, d. h. die Wuchsformen sind höher als die ihrer Verwandten auf Neuseeland. Ursächlich dafür dürfte das warme und gemäßigte Klima sein mit häufiger Bewölkung und gelegentlichen Schauern.
Die Vegetationsdecke ist als Folge menschlicher Eingriffe in den letzten 150 Jahren  lichter geworden. Binsen, Simsen und andere grasartige Pflanzen sowie Sträucher bedecken große Landflächen. Der Neuseeländer Flachs (Phormium tenax) und der Farn Pteridium esculentum, dessen Rhizome essbar sind, kommen häufig vor. In den einst geschlossenen Waldinseln dominierte der Karaka (Corynocarpus laevigatus) mit einer höheren Wuchsform als in Neuseeland. Die Wälder waren durchsetzt von Baumfarnen, deren Stämme die Maori zum Bau ihrer Hütten benutzten, und von Plagianthus betulinus (Ribbonwood), einem stattlichen, auf Neuseeland endemischen Baum. Unter den Sträuchern sind solche der der Gattung Coriaria (Coriaria arborea und Coriaria sarmentosa) häufig.:206

### Fauna
Insbesondere die unbewohnten kleineren Inseln des Archipels sind bekannt für ihre ehemals reiche Vogelwelt mit insgesamt 18 endemischen Arten, von denen 13 ausgestorben sind, wie die Dieffenbach-Ralle (Gallirallus dieffenbachii), Hawkins-Ralle (Diaphorapteryx hawkinsi), Chathamralle (Gallirallus modestus), Chatham-Ente (Pachyanas chathamica), Chatham-Brandente (Anas chlorotis), Chatham-Schnepfe (Coenocorypha pusilla), Chatham-Blässhuhn (Fulica chathamensis), Chatham-Pinguin (Eudyptes sp.), Chatham-Kaka ( Nestor sp.), Chatham-Rabe (Corvus moriorum ), Chatham-Glockenhonigfresser (Anthornis melanocephala) und Chatham-Grassänger (Bowdleria rufescens), ferner einer Unterart des Neuseelandschwans (Cygnus atratus sumnerensis) und einer kleineren Entenart (Tadorna sp.). Die Ursache dafür ist, wie auf vielen Neuseeland vorgelagerten Inseln, die Bedrohung der einheimischen Tierwelt durch eingeschleppte Ratten und Kaninchen.
Der Chatham-Schnäpper (Petroica traversi) gilt als eine der weltweit seltensten Vogelarten. Die Population hat sich von einem Minimum von fünf Exemplaren, darunter nur ein adultes und ein junges Weibchen, wieder auf mehr als 200 Exemplare im Jahre 2013 erholt. Der Chathamregenpfeifer (Thinornis novaeseelandiae) brütet nur noch auf Mangere und South East Island. Der Magentasturmvogel (Pterodroma magentae), auch „Taiko“ genannt, bildete früher teilweise die Nahrungsgrundlage für die Moriori. Auch seine Kopfzahl hat sich in jüngerer Zeit wieder erholt. Die endemische Langschnabelgerygone (Gerygone albofrontata) scheint nicht bedroht zu sein. Nur auf der Insel The Pyramid brütet der Chatham-Albatros. Zu den endemischen Tierarten der Inselgruppe zählt außerdem die Pittscharbe, deren Bestand in den letzten Jahren zurückgegangen ist, und die von der IUCN mittlerweile als stark gefährdet eingestuft wird.
Auch der Ziegensittich ist mit einer endemischen Unterart (Cyanoramphus novaezelandiae chathamensis) vertreten.

## Geschichte

### Besiedlung
Die Ureinwohner der Chathaminseln, die Moriori, stammen ursprünglich von den Maori Neuseelands ab. Nach Ansicht des Archäologen Patrick Vinton Kirch von der University of California, Berkeley, erfolgte die Erstbesiedlung ausgehend von Neuseeland um 1200 n. Chr. Es hat nur eine Besiedlungswelle gegeben, danach fiel Chatham in Isolation, sodass sich eine eigenständige Kultur entwickeln konnte. Nach anderer Meinung ereignete sich die Initialbesiedlung erst um oder kurz vor 1500 n. Chr. Den Polynesiern standen große, seetüchtige Doppelrumpfkanus zur Verfügung, mit denen sich die Entfernung von rund 800 km über die offene See bewältigen ließ. Ausgrabungen in den späten 1970er Jahren haben mehrere frühe Siedlungen identifiziert, zum Beispiel: Owenga und der Waihora Mound auf Chatham Island sowie Waipaua und Tupuangi auf Pitt Island.
Die Moriori waren Jäger und Sammler. Hauptnahrungsquellen waren der Robbenfang, die Jagd auf Land- und Seevögel, das Sammeln von Muscheln und von essbaren Pflanzen. Die Nutzung von Karakafrüchten und Farnwurzeln ist archäologisch belegt.:80 Die Funde legen auch nahe, dass die Moriori – zumindest gelegentlich – Wale gejagt haben, wie zahlreiche Walzähne und Kurzkeulen (Patu) aus Walknochen beweisen.
Die Gesellschaft war weitgehend egalitär, der soziale Rang abhängig von Geschlecht und Alter. Die Oberhäupter der Großfamilien entschieden über die Verteilung der Ressourcen und verhängten zeitweilige Tabus zu deren Schutz.:83 Wahrscheinlich umfasste die Bevölkerung auf Chatham vor der europäischen Entdeckung ungefähr 2000 Personen.

### Europäische Entdeckung
Als erstes europäisches Schiff erreichte die HMS Chatham, das Begleitschiff der Vancouver-Expedition, unter dem Kommando von William Robert Broughton den Archipel am 29. November 1791. Das Schiff ankerte in der Waitangi Bay – Broughton nannte sie später Skirmish Bay (Scharmützel-Bucht) – an der Westküste von Chatham. Die Moriori vertrieben das britische Landekommando, wobei ein Matrose einen Moriori mit einem Musketenschuss tötete. Broughton taufte die Inseln nach seinem Schiff, das wiederum zu Ehren von John Pitt, 2. Earl of Chatham benannt worden war.
Zwischen 1809 und 1883 fielen „Pakehas“ (europäische Siedler auf Neuseeland) auf Chatham ein. Sie bejagten systematisch die Robben, um die Felle nach China zu verkaufen. Damit vernichteten sie eine wichtige Nahrungsquelle für die Ureinwohner. Sie verbreiteten Infektionskrankheiten, gegen die die Moriori keine Abwehrstoffe entwickelt hatten und führten außerdem Ratten, Katzen und Hunde ein, die die brütenden Vögel bedrohten.
In der Mission der Maori und Moriori auf Chatham spielten deutsche Laien-Missionare eine bedeutende Rolle. Johann Heinrich Christoph Baucke (1814–1908), ursprünglich ein Tischler, Johann Gottfried Engst (1819–1910), ursprünglich ein Schuhmacher, sowie Franz Schirmeister (1814–1867), David Müller und Oskar Beyer von der 1836 gegründeten protestantischen Gossner Mission kamen am 20. Februar 1843 mit einem Walfangschiff an. Am Fuße des Mount Maunganui bauten Baucke und Engst  eine Missionsstation, ein kleines, aber massives Steingebäude, das heute noch erhalten ist. Die Missionare waren nicht sehr erfolgreich. Baucke blieb mit seiner Frau Maria Müller auf Chatham, sein Sohn William übersiedelte später nach Wellington und schrieb mehrere Artikel und Bücher über Leben und Kultur der Maori.

### Invasion und Vernichtung
Doch die größte Bedrohung, die schließlich zur völligen Vernichtung der Urbevölkerung führte, war eine Invasion der kriegerischen Maori von Neuseeland. Am 14. November 1835 brachte die Brigg Lord Rodney 900 Maori von Wellington nach Chatham. Die Maori-Stämme der Ngati Mutunga, der Ngati Tana und der Ngati Haumia waren von Te Rauparaha, dem Anführer des Stammes der Ngāti Toa, besiegt worden und wollten sich nun eine neue Lebensgrundlage auf Chatham suchen. Am 5. Dezember 1835 brachte die Lord Rodney 400 weitere Maori. Viele von ihnen waren krank von der beschwerlichen Seereise, und die friedvollen Moriori pflegten sie gesund. Die Moriori hatten zwar in der Frühzeit ihrer Geschichte ebenfalls blutige Stammeskriege ausgefochten, aber unter ihrem Häuptling Nunuku-whenua im 16. Jahrhundert gelernt, Konflikte auf friedlichem Wege auszutragen. Den kriegerischen und mit Musketen gut bewaffneten Maori hatten sie nichts entgegenzusetzen. Sie wurden getötet oder versklavt, ihr Land geraubt. 1868 lebten nur noch 110 Moriori. Am 18. März 1933 starb mit Tame Horomona Rehe (oder Tommy Solomon, so sein europäischer Name) der letzte Moriori, dessen beide Eltern ebenfalls Moriori gewesen waren.
Die Ursachen für das Aussterben der Urbevölkerung waren:
1. Eingeschleppte Krankheiten, vorwiegend Grippe und Masern[15]
2. Vernichtung der grundlegenden Nahrungsquellen. Die Robben waren bis zum Jahr 1840 weitgehend ausgerottet.[7]
3. Systematische Verfolgung und Tötung durch eingewanderte Maori.

### Geplante deutsche Kolonisierung
Nach Unterzeichnung eines vorläufigen Kaufvertrages mit der New Zealand Company am 12. September 1841 unternahm eine Gruppe von einflussreichen Hamburger Kaufleuten unter der Führung von Karl Sieveking, Senatssyndicus aus Hamburg, den Versuch, die Chatham-Inseln entsprechend Edward Gibbon Wakefields Kolonisierungstheorien für ein deutsches Kolonisierungsvorhaben zu erwerben. Zu diesem Zwecke gründete man die Deutsche Colonisations-Gesellschaft mit Sitz in Hamburg. Das Projekt schlug fehl, nachdem am 4. April 1842 Queen Victoria durch ein Letters Patent die Chatham-Inseln zur britischen Kolonie Neuseeland zugehörig und damit zu britischem Territorium erklärte.

## Bevölkerung
Die Chatham-Inseln hatten laut Volkszählung von 2013 600 Einwohner, von denen 336 maorischen bzw. polynesischen Ursprungs waren. Lediglich die beiden größeren Inseln Chatham (564 Einwohner) und Pitt (45 Einwohner) sind bewohnt. Die anderen acht Inseln sind vergleichsweise klein und für eine ständige Besiedlung ungeeignet. Heute sind die Chatham-Inseln die einzigen permanent bewohnten Inseln der New Zealand Offshore Islands.

## Wirtschaft
Die Haupterwerbszweige stellen Landwirtschaft, Schafzucht, Fischfang und Langustenzucht dar. Ein bescheidener Tourismus bringt zudem jährlich etwa 5000 Besucher auf die Inseln.

## Verwaltung

Inoffizielle Flagge der Inselgruppe

Die Hauptstadt der Inselgruppe ist Waitangi, hat etwa 300 Einwohner und liegt an der Petre Bay auf Chatham Island. 1995 bekamen die Inseln mit dem Chatham Island Council Act ihren Status Chatham Island Territory zurück und einen eigenen Island Council. Seitdem wird die Inselgruppe als eine eigenständige Region geführt.